# Amami se vuoi
Az Amami se vuoi (magyarul: Szeress, ha akarsz) egy dal, amely Olaszországot képviselte az 1956-os Eurovíziós Dalfesztiválon. A dalt Tonina Torrielli adta elő olasz nyelven.
Az olasz televízió a Sanremói Dalfesztivált alkalmazta nemzeti döntőnek. Az 1956-os versenyen rendhagyó módon mindegyik ország két dallal vett részt. A másik olasz induló Franca Raimondi Aprite le finestre című dala volt.
A dal a francia sanzonok stílusában íródott, amiben az énekesnő a leendő szerelmének mondja el, hogy nem ígért neki feltétlen odaadást, mert nem olyan a természete.
A május 24-én rendezett döntőben a fellépési sorrendben tizennegyedikként, utolsóként adták elő, a luxemburgi Michèle Arnaud Les amants de minuit című dala után.
Az 1956-os verseny volt az egyetlen, ahol nem tartottak nyílt szavazást, hanem a szavazatok összesítése utána a zsűri elnöke bejelentette, hogy melyik dal végzett az első helyen. Így nem lehet tudni, hogy milyen eredményt ért el a dal a szavazás során, azon kívül, hogy nem nyert.

## Külső hivatkozások
- Dalszöveg
- Az Amami se vuoi című dal előadása a luganói döntőben. YouTube